# پرتسین
پرتسین (به آلمانی: Pretzien) یک منطقهٔ مسکونی در آلمان است که در شونبک واقع شده‌است. پرتسین ۹۳۸ نفر جمعیت دارد.